# Groton (Massachusetts)
Groton és una població dels Estats Units a l'estat de Massachusetts. Segons el cens del 2007 tenia 10.641 habitants.

## Demografia
Segons el cens del 2000, Groton tenia 9.547 habitants, 3.268 habitatges, i 2.568 famílies. La densitat de població era de 112,5 habitants/km².
Dels 3.268 habitatges en un 46,8% hi vivien nens de menys de 18 anys, en un 70% hi vivien parelles casades, en un 6,3% dones solteres, i en un 21,4% no eren unitats familiars. En el 17,1% dels habitatges hi vivien persones soles el 5,4% de les quals corresponia a persones de 65 anys o més que vivien soles. El nombre mitjà de persones vivint en cada habitatge era de 2,9 i el nombre mitjà de persones que vivien en cada família era de 3,31.
Per edats la població es repartia de la següent manera: un 32,6% tenia menys de 18 anys, un 4,2% entre 18 i 24, un 32,7% entre 25 i 44, un 23,5% de 45 a 60 i un 7% 65 anys o més.
L'edat mediana era de 36 anys. Per cada 100 dones de 18 o més anys hi havia 94,5 homes.
La renda mediana per habitatge era de 82.869 $ i la renda mediana per família de 92.014$. Els homes tenien una renda mediana de 63.889 $ mentre que les dones 41.581$. La renda per capita de la població era de 33.877$. Entorn del 2,5% de les famílies i el 4% de la població estaven per davall del llindar de pobresa.